# Schloss Sattelbogen

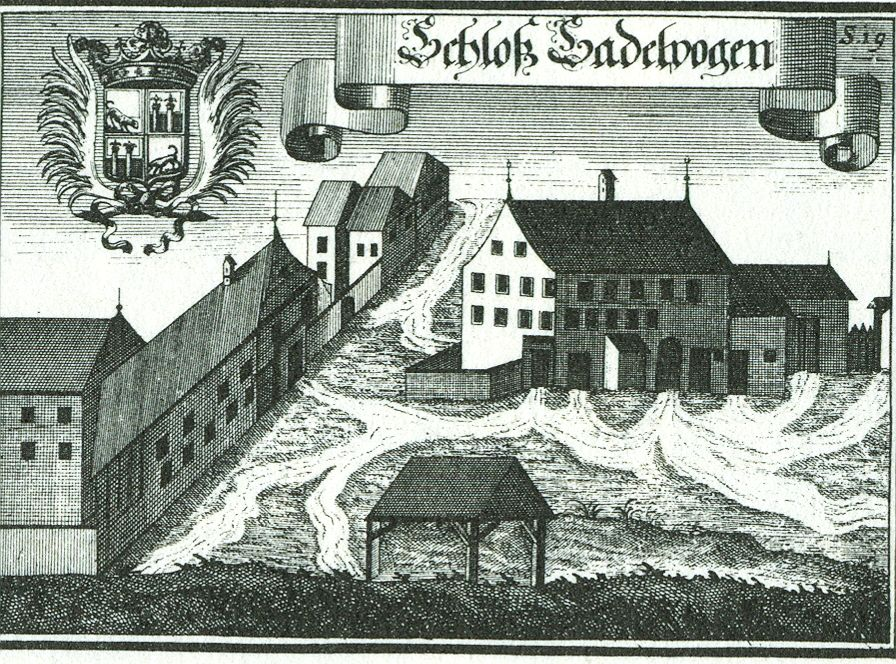
Schloss Sattelbogen nach einem Stich von Michael Wening von 1721

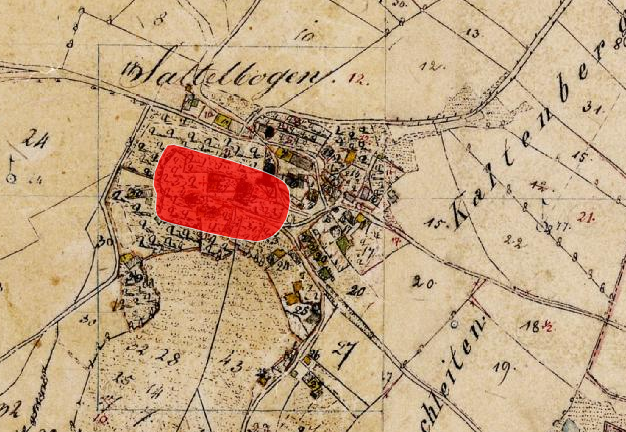
Lageplan von Schloss Sattelbogen auf dem Urkataster von Bayern

Das abgegangene Schloss Sattelbogen befand sich in dem gleichnamigen Gemeindeteil der Oberpfälzer Gemeinde Traitsching im Landkreis Cham von Bayern. Die Anlage ist im Bereich des Sattelbogener Friedhofs zu verorten, Teile sind auch in die heutige Kirche – möglicherweise die Nordwand der ehemaligen Burgkapelle – integriert (Am Burggraben 2). „Archäologische Befunde des abgegangenen frühneuzeitlichen Schlosses und der mittelalterlichen Burg Sattelbogen, archäologische Befunde des Mittelalters und der frühen Neuzeit im Bereich der Kath. Kuratiekirche St. Nikolaus in Sattelbogen, ehemals Schloss- bzw. Burgkapelle“ werden als Bodendenkmal unter der Aktennummer D-3-6841-0021 geführt. 

## Geschichte
Der Name der Burg und des Ortes leitet sich von dem Namen der Grafen von Bogen her, wobei man sich aber über den Namensteil Sattel nicht einig ist (Geländeformation oder sedel). Die ersten Sattelbogener treten im 12. Jahrhundert als Ministeriale der Grafen von Bogen auf. Der erste sicher nachweisbare aus dieser Familie ist um 1130 Adalbert I. von Sattelbogen. 1155 finden sich ein Konrad I.  und ein Otto von Sattelbogen. Konrad wird auch in einer Tradition des Klosters Prüfening um 1150 genannt. Adalbert tritt als Salmann in einer Oberaltaicher Tradition um 1170 auf, dabei werden auch Rapoto et Liebart de Satelbogen genannt. Albert II. wird auch unter den diepoldingischen Ministerialen aufgeführt, was einen Wechsel in der Dienstmannschaft bedeutet. 1288 wird dieser auch in Urkunden des Klosters Reichenbach angeführt. Um 1229 wird er unter den Gefolgsleuten der Wittelsbacher genannt; Herzog Ludwig I. nennt ihn seinen Ministerialen . Dieser Albert II. hat auf der damaligen Burg Sattelbogen eine Kapelle errichten lassen.
Albert III. wird 1241 bei der Übergabe von Besitzungen an das Kloster Niederaltaich genannt. Sein Sohn Albert IV. war zeitweise Richter in Viechtach, sein anderer Sohn Konrad war Archidiakon im Bistum Regensburg. Unter ihm erhielt Sattelbogen im Gefolge der Ottonischen Handfeste ab 1311 die niedere Gerichtsbarkeit und die Landsassenfreiheit verliehen. Im Verlauf des 14. Jahrhunderts erwarben die Sattelbogener zeitweise verschiedenste Burgen und Besitzungen (z. B. Schloss Geltolfing, Liebenstein, Lichteneck), die Burg Sattelbogen blieb aber einer der Hauptsitze der sich verzweigenden Familie. Bei der Landesteilung von 1331 kam Sattelbogen an Herzog Heinrich XV. von Niederbayern. Durch die Verpfändung des Gerichtes Cham gelangt Sattelbogen an die pfälzischen Wittelsbacher und 1361 durch die teilweise Wiedereinlösung an Albrecht I. von Niederbayern-Straubing-Holland. Die Grenze verlief aber so, dass das Dorf Sattelbogen auf bayerischem und das Schloss und die Hofmark vom 16. bis 19. Jahrhundert auf pfälzischem Gebiet lag.
Die weiteren Besitznachfolger auf Sattelbogen waren Hans I. und Heinrich II., die mutmaßlichen Söhne des Albert IV. Die Nachkommen des Hans I. waren Heinrich III., Agnes und Anna. 1375 soll Heinrich III.  seinen Hälfteanteil an der Burg seinem Schwager Hans Rainer von Rain verkauft haben. Die andere Hälfte kam über Anna an den Karl Ramsperger, der sich nach 1392 nach Sattelbogen nennt. 1408 heiratet Anna in zweiter Ehe den Dietrich Hofer von Lobenstein, der auch den anderen Teil der Besitzung erwarb. Nach seinem Tod († 1416) folgte ihm sein gleichnamiger Sohn nach. Da er kinderlos verstarb, kam der Besitz über die Tochter Anastasia seines Bruders Degenhart Hofer 1448 wieder an die Rainer von Rain. Nach dem Übergang an Haymeran Rainer kam die Burg an seine Söhne Peter und Christoph, die sie gemeinsam bis 1495 innehatten. Dann folgte ihnen der Sohn des Peters mit Namen Christoph. Dieser verkaufte Sattelbogen an Christoph Zenger. Dieser wurde 1518 von seinem Schwiegersohn Jörg von Murach beerbt. 1541 veräußert er Sattelbogen an Christoph Rainer. Über dessen Stiefsohn Hans Joachim Rainer gelangte Sattelbogen 1553 auf dem Verkaufsweg an Georg Baumgartner auf Frauenstein. Nach dem Tod des Hans Christoph von Baumgarten ging die Hofmark 1609 an Georg Schönsteiner von Schönstein und 1617 an den Baron von Weichs auf Falkenfels über. 1623 kam die Hofmark an Hans Adam Wager von Höhenkirchen und Vilsheim. Diese Familie blieb bis 1764 in deren Besitz. Nach dem Tod des Ignatius Cajetan Wager wurde der stark verschuldete Besitz von dessen Witwe an Franz von Segesser zu Notzing verkauft. Von diesem ging es 1776 an Nepomuk von Pelkoven über. 1784 veräußerte dieser Sattelpeilstein an das Kloster Oberalteich, in dessen Besitz es bis zur Säkularisation 1803 verblieb.
Danach wurden die Besitzungen von Franz Xaver von Hafenbrädl erworben, der aber bereits 1806 verstarb. Sein Sohn verkaufte das baufällig gewordene Schloss an Privatleute und „zertrümmerte“ den zur Hofmark gehörenden Besitz. 1824 wurde das Schloss von der Gemeinde übernommen, die hier die eine Schule und Wohnungen einrichtete.

## Schloss Sattelbogen einst und jetzt
Ursprünglich ist hier von einer Burg auszugehen, die in der ersten Hälfte des 12. Jahrhunderts errichtet wurde. Vom Aussehen der hoch- und spätmittelalterlichen Burg, die teilweise sogar an einer anderen Stelle lokalisiert wird, ist nichts bekannt. Klar ist lediglich, dass sie von erheblicher Ausdehnung war und von einem mächtigen Ringgraben geschützt wurde, dessen letztes 120 m langes Teilstück erst 1919 verfüllt wurde. Beim Übergang des Besitzes an Georg Baumgartner 1553 existierte die Burg Sattelbogen nicht mehr, denn Philipp Apian nennt 1568 nur mehr das Dorf Sattelbogen. Später (z. B. 1582 und 1625) wird hier nur mehr ein Edelmannsitz erwähnt. Vermutlich ist die Burg durch einen Brand abgegangen, da sie nicht im Zuge von kriegerischen Ereignissen (etwa im Rahmen des Löwlerbundes oder des Böcklerkrieges) erwähnt wird.
Ein Schlossneubau wurde vermutlich unter den Baumgartnern durchgeführt. Allerdings wohnten diese nicht selbst in Sattelbogen, sondern ließen den Besitz von Pflegern verwalten. Vermutlich 1641 wurde das Schloss im Dreißigjährigen Krieg durch die Schweden zerstört. Erhalten blieb nur die Schlosskapelle.
Unter Johann Adam Wager wurde ein neuer Schlossbau 50 Schritte weiter östlich des alten Schlosses errichtet, der auch auf der Abbildung von Michael Wening von 1721 zu sehen ist. Dieser war ein wenig beeindruckender rechteckiger und dreigeschossiger Satteldachbau mit zahlreichen Nebengebäuden. Gegenüber dem Herrenhaus ist eine Reihe von Wirtschaftsgebäuden zu sehen. 1718 erfolgte der Neubau der Kirche.
1856 fiel das Schloss einem Brand zum Opfer und wurde durch den heute noch bestehenden Schulbau ersetzt. Eventuell stammen die Keller des alten Schulhauses noch von dem Schloss Sattelbogen. Oberirdisch ist davon aber nichts mehr zu sehen.